# Система покращення маневрових характеристик

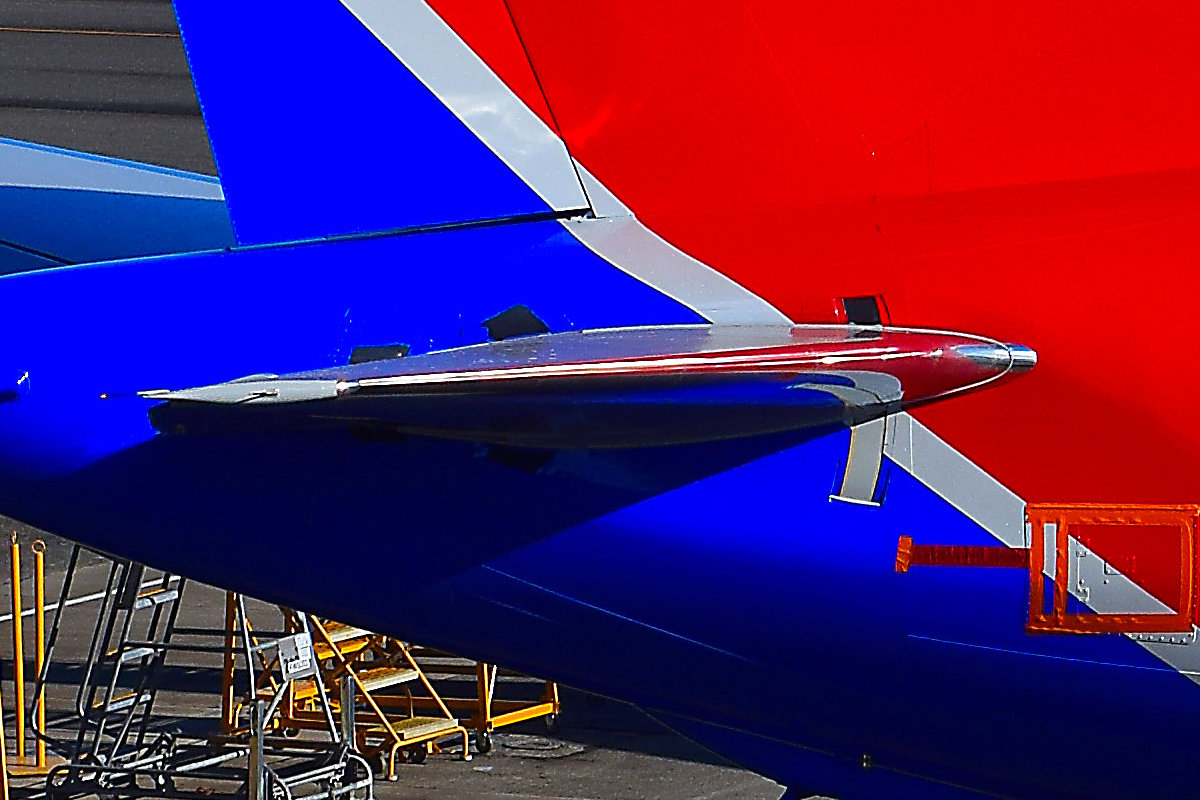
Рухомий горизонтальний стабілізатор 737 MAX

Система покращення маневрових характеристик (англ. Maneuvering Characteristics Augmentation System, MCAS) — функція стабілізації польоту, розроблена компанією Boeing, яка стала сумно відомою своєю роллю у двох смертельних аваріях 737 MAX у 2018 та 2019 роках, у яких загинули всі 346 пасажирів і членів екіпажу обох рейсів.
Оскільки покращений двигун CFM International LEAP, який використовувався на 737 MAX, був більшим і встановленим далі від крила та вище від землі, ніж у попередніх поколіннях 737, Boeing виявив, що літак мав тенденцію штовхати носову частину під час роботи в умовах певної частини зони польоту (закрилки вгору, високий кут атаки, ручний політ). MCAS мав наслідувати поведінку в польоті попереднього Boeing 737 Next Generation. Компанія зазначила, що ця зміна позбавила пілотів необхідності проходити навчання в симуляційній кабіні на новому літаку.
Після фатальної катастрофи рейсу 610 Lion Air у 2018 році компанія Boeing і Федеральна авіаційна адміністрація (FAA) скерували пілотів до переглянутого контрольного списку, який необхідно виконати в разі несправності. Потім компанія Boeing отримала багато запитів на додаткову інформацію та виявила існування MCAS в іншому повідомленні, і що вона може втрутитися без участі пілота. За словами Boeing, MCAS було реалізовано для компенсації надмірного кута атаки шляхом регулювання горизонтального стабілізатора до того, як літак потенційно заглохне. Компанія Boeing заперечила, що MCAS була системою проти звалювання, і підкреслила, що вона призначена для покращення керованості літака під час роботи в певній частині зони польоту. Після катастрофи рейсу 302 Ethiopian Airlines у 2019 році влада Ефіопії заявила, що ця процедура не дозволила екіпажу запобігти аварії, однак подальше розслідування показало, що пілоти не дотримувалися процедури належним чином. Управління цивільної авіації Китаю наказало зупинити всі літаки 737 MAX у Китаї, що призвело до нових заземленнь по всьому світу.